# Middleton Railway

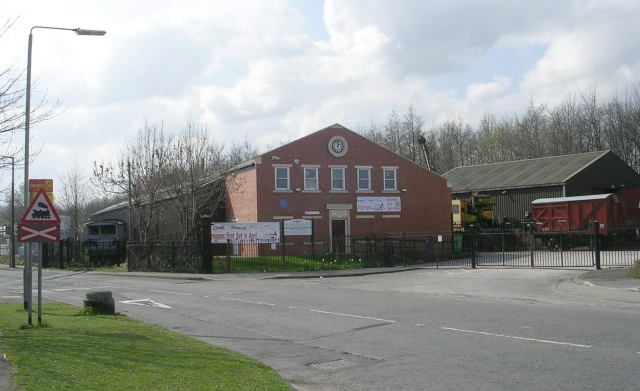
Lokstallet vid Moor Road

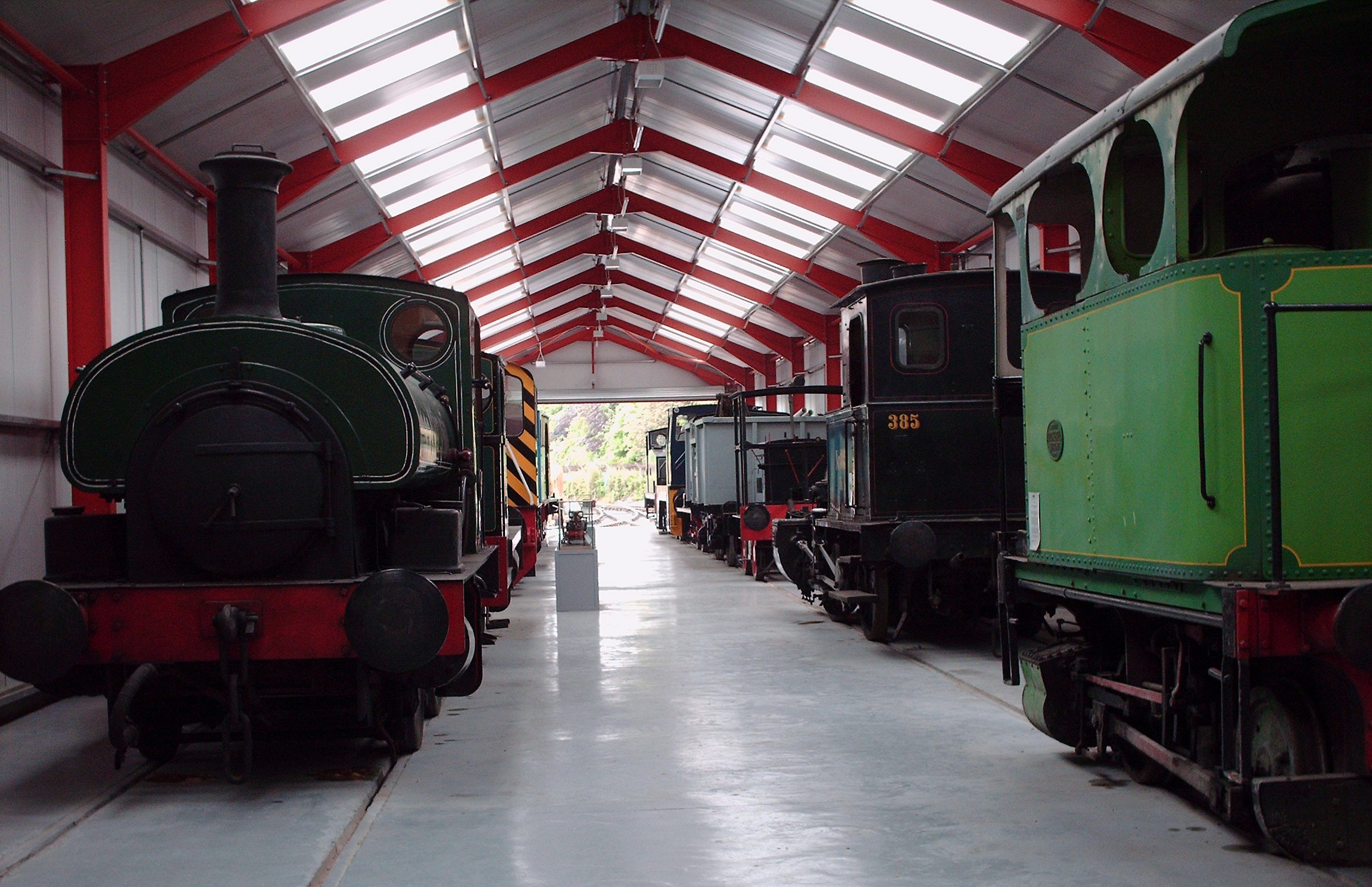
Lokstallet

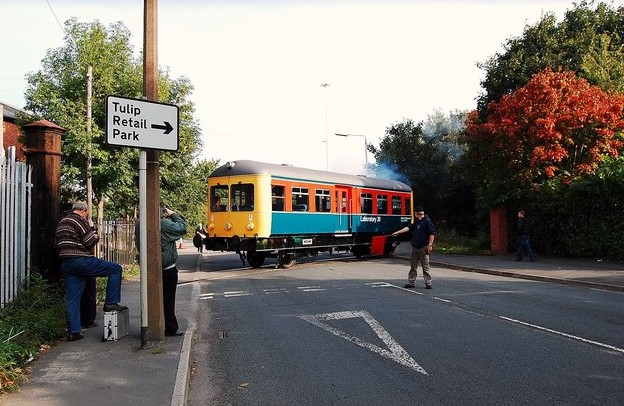
Motorvagn som korsar Moor Road

Middleton Railway är en brittisk museijärnvägslinje i Leeds, som är världens äldsta järnväg i kontinuerlig drift. Den grundades 1758 som hästbana och är sedan 1960 en museijärnväg, som drivs av frivilliga inom The Middleton Railway Trust Ltd.
Middleton Railway har idag turisttrafik på en omkring 1,5 kilometer lång bansträcka mellan huvudkontoret i Moor Road i Hunslet och Park Halt vid utkanten av Middleton Park.

## Kolgruvan i Middleton

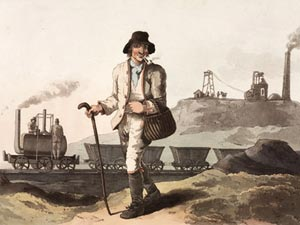
"The Collier", akvatint från en målning av George Walker, graverad av Robert Havell 1814, som visar Matthew Murrays ånglok Salamanca på Middleton Railway

Det har brutits kol i Middleton sedan 1200-talet. 
Vid mitten av 1700-talet hade gruvan svår konkurrens av en närliggande gruva, som kunde använda sig av flodtransport till Leeds från gruvan. Lösningen blev att anlägga en första hästbana på träräls 1758 till Leeds. Den anlades efter antagandet av en första specifik förordning av parlamentet. Middleton Railway blev den första järnvägen som auktoriserades på detta sätt och fick därigenom rätt att anlägga spår på annans mark. 
Billigt kol från Middleton möjliggjorde att Leeds kunde bli ett industricentrum för företag inom keramik-, tegel-, glas-, metall- och bryggeriindustri.

## Ångdrift

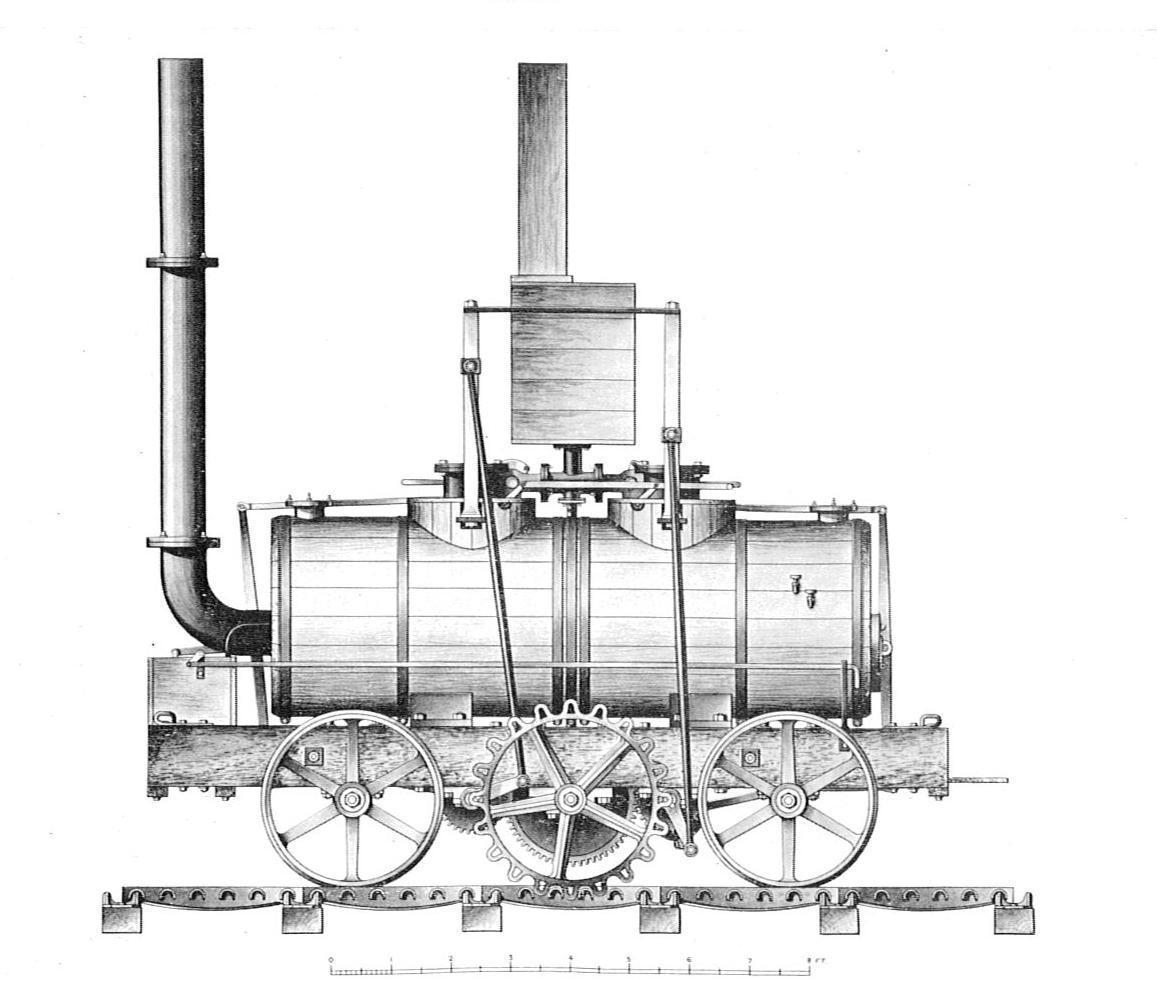
Salamanca

År 1812 var Middleton Railway den första kommersiellt driva järnvägslinjen som introducerade ånglok. Gruvans chef John Blenkinsop ansåg att – på grund av kolvagnarnas tyngd och de stora lutningarna – det behövdes kuggstångsdrift. Han lät därför anlägga tandade räler på ömse sidor om den vanliga rälsen och patenterade idén 1811 som den första kuggstångsbanan. Han beställde av Matthew Murray på Fenton, Murray and Wood i Holbeck ett lok med kugghjul för drivning, som var avpassat till kuggstången. Det första ångloket Salamanca fungerade bra. Tre andra ånglok byggdes för kolgruvan i Middleton och var i drift åtminstone till 1835. Därefter återintroducerades hästar.
Från 1866 användes åter ånglok. Tanklok köptes från det lokala företaget Manning Wardle. År 1881 ändrades spårvidden till normalspår för att kunna bedriva anslutningstrafik på Midland Railway. Förlängningar gjordes bland annat till Great Northern Railway 1899.

## Museijärnväg
Middleton Estate & Colliery Co blev del av det nationaliserade National Coal Board 1947. Efter hand koncentrerades brytningen. Tågentusiaster, framför att från University of Leeds, fick då tillgång till nedlagda bitar av linjen mellan Moor Road och anslutningen till Great Northern Railway av de dåvarande ägarna Clayton, Son & Co. När Broom Pit stängde 1968, kunde tågentusiasterna – då organiserade som Middleton Railway Trust – återuppliva sidospåret och driva trafik till Broom Pit.
I juni 1960 blev Middleton Railway den första normalspårsjärnvägen i Storbritannien som togs över och drevs av obetalda frivilliga, som drev frakttrafik mellan 1960 och 1983.
En regelbunden passagerartrafik påbörjades 1969.

## Museijärnvägens lok i urval
| Nummer / Namm                                    | Konstrukion                      | Tillverkare                 | Anmärkningar                                                                                             | Bild |
| ------------------------------------------------ | -------------------------------- | --------------------------- | --- | ---- |
| 2387 Brookes No.1                                | 0-6-0ST                          | Hunslet Engine Company      | |      |
| 3860 No. 6                                       | 0-4-0ST                          | Hawthorn Leslie and Company | Tidigare i drift för Portland cement i Swansombe i Kent.                                                 |      |
| 1210 Sir Berkeley                                | L Class 0-6-0ST                  | Manning Wardle              | På lån från Vintage Carriages Trust.                                                                     |      |
| LNER No. 54 / BR No. 68153 / Departmental No. 57 | LNER Class Y1 0-4-0VBT           | Sentinel Waggon Works       | |      |
| 45                                               | 0-6-0DM                          | Hudswell Clarke             | Loket kommer från East Somerset Railway och är museijärnvägens huvudsakliga trafikdiesellok för trafiken |      |
| D577 Mary                                        | 0-4-0DM                          | Hudswell Clarke             | Byggt 1932.                                                                                              |      |
| D631 Carroll                                     | 0-4-0DM                          | Hudswell Clarke             | Byggt 1946.                                                                                              |      |
| 1697 John Alcock                                 | LMS diesel shunter 7051 0-6-0DM  | Hunslet Engine Company      | Middleton Railways Trusts första lokomotiv.                                                              |      |
| 1786 Courage                                     | 0-4-0DM                          | Hunslet Engine Company      | |      |
| 5003 Austins No. 1                               | 0-4-0DM                          | Peckett and Sons            | Byggt 1961.                                                                                              |      |
| D2999 Alf                                        | British Rail Class D2/11 0-4-0DE | Brush/Beyer Peacock         | |      |
| 4220033 Harry                                    | 0-4-0DM                          | John Fowler & Co.           | |      |